# Локалита Сан Ђорђо
Локалита Сан Ђорђо је насеље у Италији у округу Агриђенто, региону Сицилија.
Према процени из 2011. у насељу је живело 17 становника. Насеље се налази на надморској висини од 20 м.